# Хайндс, Аиша
Аиша Хайндс (англ. Aisha Hinds, род. 13 ноября 1975, Бруклин, Нью-Йорк) — американская актриса. Хайндс имела регулярные роли в телесериалах «Нашествие» и «Детройт 1-8-7», а также известна благодаря второстепенным в сериалах «Щит», «Кукольный дом», «Настоящая кровь» и «Сестра Готорн». На большом экране она появилась в фильмах «Нападение на 13-й участок», «Кто вы, мистер Брукс?», «Неуправляемый» и «Три дня на побег». Также она появилась во множестве других сериалов, включая «Отчаянные домохозяйки», «Закон и порядок: Специальный корпус» и «Кости». В 2013 году Хайндс начала исполнять одну из центральных ролей в сериале «Под куполом». Играет одну из главных героинь в сериале «9-1-1»..

## Избранная фильмография
| Год       |   | Русское название      | Оригинальное название | Роль                 |
| --------- | - | --------------------- | --------------------- | -------------------- |
| 2006      | с | Остаться в живых      | Lost                  | нигерийская монахина |
| 2007      | ф | Кто вы, мистер Брукс? | Mr. Brooks            | Нэнси Харт           |
| 2008—2010 | с | Настоящая кровь       | True Blood            | мисс Джинетт         |
| 2009      | с | Отчаянные домохозяйки | Desperate Housewives  | горничная            |